# Art dan
L'art Dan est l'art fait par les Dans.
Il est très complexe de classifier l’art dan car il existe de nombreuses tribus, elles-mêmes subdivisées sur plusieurs pays. Les Dan sont reconnus pour leurs qualités de sculpteurs. La plupart des sculptures dan sont d’un bois foncé et luisant. Il s’agit généralement de masques en bois qui incarnent une force spirituelle de la forêt que les Dan nomment glé. Bien que moins répandues, il existe aussi des statues. Elles représentent des épouses favorites et sont connues sous le nom de lü ma, ce qui signifie « être humain en bois ». Il existe aussi des cuillères en bois offertes aux femmes pour les récompenser de leur générosité et de leur hospitalité.
On compte onze types de masques : deangle, bonagle, bagle, kagle, gunyegä, weplirkirgle, bluagle, etc. Le Gunyegä a des yeux ronds et troués. Il est utilisé lors des courses à pied entre les initiés. Le porteur du masque est poursuivi et s'il est attrapé, le poursuivant porte le masque et devient le poursuivi. Le gagnant reçoit une reconnaissance sociale.